# Tinek
Tinek je moško osebno ime.

## Izvor imena
Ime Tinek izvira iz imena Tine, kateremu so pridali manjšalni sufiks na -k

## Osebni praznik
Ime Tinek je v koledarju uvrščeno k imenu Tine, odnosno k imenoma Martin in Valentin.

## Pogostost imena
Po podatkih Statističnega urada Republike Slovenije na dan 31. decembra 2007 v Sloveniji ni bilo nosilca imena Tinek.